# René Berlingin
René Berlingin (* 6. Juli 1911 in Niederwiltz, Kanton Wiltz; † 16. Januar 1986) war ein belgisch-luxemburgischer Immobilienmakler, Investor und Philatelist.

## Leben
Berlingin stammte aus einer reichen belgischen Familie. Durch eine Ohrenentzündung in seiner Kindheit war er schwerhörig. Am 20. Juni 1933 erhielt er die luxemburgische Staatsbürgerschaft. Er hatte fundierte Sachkenntnisse im Bereich der Philatelie und besaß eine der größten und wertvollen Briefmarkensammlungen des 20. Jahrhunderts. In seiner Briefmarkensammlung waren viele Spitzenstücke, darunter der Tre-Skilling-Banco-Fehldruck und vier Rote und Blaue Mauritius. In den 1960er Jahren wurde seine Briefmarkensammlung auf 15 bis 20 Millionen Deutsche Mark geschätzt.